# Neuville-Coppegueule
Neuville-Coppegueule là một xã ở tỉnh Somme, vùng Hauts-de-France, Pháp.

## Địa lý
Thị trấn này tọa lạc trên đường D1015, khoảng 25 dặm Anh về phía tây của Amiens, gần bờ sông Bresle nơi giáp ranh với tỉnh Seine-Maritime.

## Dân số
| 1962                                                           | 1968 | 1975 | 1982 | 1990 | 1999 |
| -------------------------------------------------------------- | ---- | ---- | ---- | ---- | ---- |
| 622                                                            | 647  | 605  | 614  | 586  | 535  |
| Số liệu điều tra dân số từ năm 1962, dân số không tính hai lần |      |      |      |      |      |